# Championnats d'Europe de patinage de vitesse sur piste courte 2006
Navigation
Édition précédente Édition suivante
Les Championnats d'Europe de patinage de vitesse sur piste courte 2006 se tiennent à Krynica-Zdrój (Pologne), du 20 au 22 janvier 2006.

## Podiums

### Hommes
| Épreuves        | Or                                                                     | Argent                                                                              | Bronze                                                           |
| --------------- | ---------------------------------------------------------------------- | ----------------------------------------------------------------------------------- | ---------------------------------------------------------------- |
| 500 m           | Italie Nicola Rodigari                                                 | Belgique Pieter Gysel                                                               | Russie Sergei Prankevitch                                        |
| 1 000 m         | Italie Fabio Carta                                                     | Italie Nicola Rodigari                                                              | France Thibaut Fauconnet                                         |
| 1 500 m         | Italie Nicola Rodigari                                                 | Belgique Pieter Gysel                                                               | Italie Nicola Franceschina                                       |
| 3 000 m         | Italie Fabio Carta                                                     | Belgique Pieter Gysel                                                               | Italie Nicola Franceschina                                       |
| Relais          | Italie Fabio Carta Nicola Rodigari Yuri Confortola Nicola Franceschina | France Matthieu de Boisset Maxime Chataignier Thibaut Fauconnet Jean-Charles Mattei | Allemagne Sebastian Praus Tyson Heung André Hartwig Thomas Bauer |
| Toutes épreuves | Italie Nicola Rodigari                                                 | Italie Fabio Carta                                                                  | Belgique Pieter Gysel                                            |

### Femmes
| Épreuves        | Or                                                        | Argent                                                                   | Bronze                                                            |
| --------------- | --------------------------------------------------------- | ------------------------------------------------------------------------ | ----------------------------------------------------------------- |
| 500 m           | Bulgarie Evgenia Radanova                                 | Italie Arianna Fontana                                                   | Russie Tatiana Borodulina                                         |
| 1 000 m         | Bulgarie Evgenia Radanova                                 | France Stéphanie Bouvier                                                 | Italie Marta Capurso                                              |
| 1 500 m         | Bulgarie Evgenia Radanova                                 | Italie Marta Capurso                                                     | Italie Arianna Fontana                                            |
| 3 000 m         | Italie Katia Zini                                         | Italie Arianna Fontana                                                   | France Stéphanie Bouvier                                          |
| Relais          | Italie Marta Capurso Mara Zini Katia Zini Arianna Fontana | France Min-Kyung Choi Stéphanie Bouvier Céline Lecompére Myrtille Gollin | Hongrie Rozsa Darazs Bernadett Heidum Erika Huszar Szandra Lajtos |
| Toutes épreuves | Bulgarie Evgenia Radanova                                 | Italie Arianna Fontana                                                   | Italie Katia Zini                                                 |

## Tableau des médailles
| Rang | Nation    | Or | Argent | Bronze | Total |
| ---- | --------- | -- | ------ | ------ | ----- |
| 1    | Italie    | 8  | 6      | 5      | 19    |
| 2    | Bulgarie  | 4  | 0      | 0      | 4     |
| 3    | France    | 0  | 3      | 2      | 5     |
| 4    | Belgique  | 0  | 3      | 1      | 4     |
| 5    | Russie    | 0  | 0      | 2      | 2     |
| 6    | Allemagne | 0  | 0      | 1      | 1     |
| 7    | Hongrie   | 0  | 0      | 1      | 1     |